# Adam Burgess
Pour les articles homonymes, voir Burgess.
Adam Burgess (né le 17 juillet 1992 à Stoke-on-Trent) est un céiste slalomeur britannique.
Il remporte la médaille d'argent de canoë slalom lors des Jeux olympiques d'été de 2024 à Paris.